# Siciliens flagga
Siciliens flagga består av en triskele med ett Medusahuvud över ett rött och ett gult fält (Italiens traditionella färger) separerade av en diagonal. Proportionerna är 2:3. Emblemet upptar 3/5-delar av flaggan. Flaggan blev officiell för regionen Sicilien 4 januari 2000 .
Flaggan blev ön Siciliens inofficiella flagga 28 juli 1990 och hissas 15 maj på självständighetsdagen, 25 maj då det lokala parlamentet samlas och på presidentens anmodan. Den brukar dessutom synas vid val, på skolor och offentliga byggnader.